# Arachnoidea raylankasteri
Arachnoidea raylankasteri är en mossdjursart som beskrevs av Moore 1903. Arachnoidea raylankasteri ingår i släktet Arachnoidea och familjen Arachnidiidae. Inga underarter finns listade i Catalogue of Life.